# Dendermonde Codex

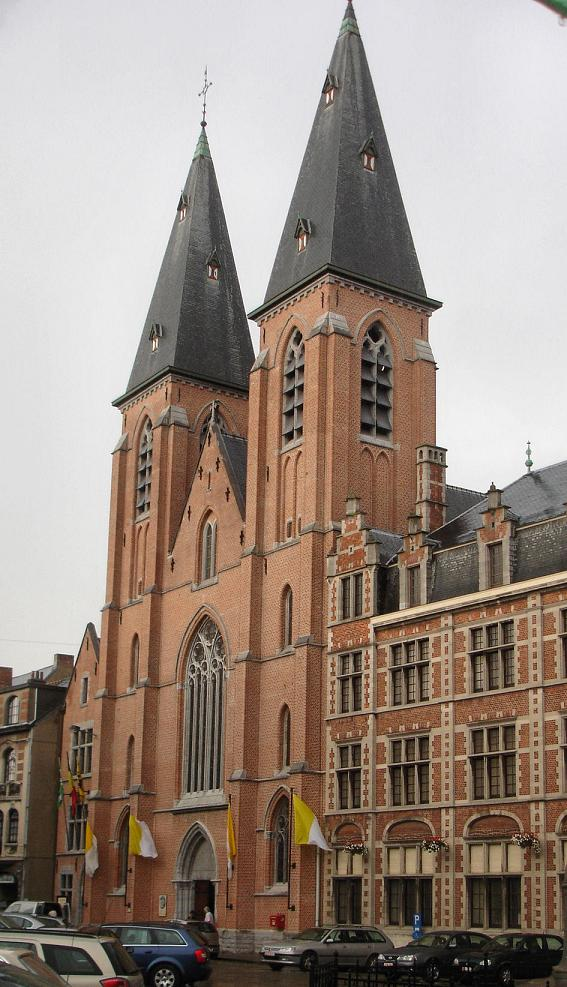
A basílica da Abadia de Dendermonde.

O Codex Dendermonde ou às vezes chamado de Villarenser Kodex ou códice 9 da Abadia de Dendermonde,  é um manuscrito valioso que contém a Symphonia harmoniae caelestium revelationum de Hildegarda de Bingen. 

## História
Este valioso manuscrito é propriedade da Abadia de Dendermonde.  Os historiadores acreditam que ele foi enviado primeiramente para a Abadia de Villers, na Bélgica, daí o nome Villarensis. Depois foi transferido para a Abadia de Gembloux e finalmente chegou à famosa Abadia de Affligem, de onde os monges foram expulsos em 1796. Em 1837, a comunidade de Affligem restabeleceu a vida conventual em Dendermonde. Quando uma colônia de monges de Dendermonde retornou ao local original da Abadia de Affligem, o manuscrito permaneceu em Dendermonde. O manuscrito de Bingen é considerado o mais valioso da biblioteca e é mundialmente famoso.
Em agosto de 2017, a abadia confiou o manuscrito à biblioteca da Faculdade de Teologia da Universidade Católica de Leuven para conservação. 

## O Manuscrito
A coleção de canções dentro do códice foi nomeada por Hildegarda Symphonia Harmoniae Caelestium Revelationum. 
O manuscrito atual não está completo, pois faltam vários fólios. No entanto, ainda contém 183 fólios, feitos de pergaminho, contendo 60 salmos e cânticos em homenagem ao Pai e ao Filho.  É datado de ca. 1176 d.C. e é considerada uma das principais obras de Hildegarda von Bingen.

### Composições
- 1. frondens Virga
- 2. O splendissima gemma
- 3. Ave Maria, o auctrix vite
- 4. O eterne Deus
- 5. O clarissima mater
- 6. O gloriosissimi lux
- 7. Cum processit factura digiti Die
- 8. O tu suavissima virga